# Soda (Gattung)
Soda ist eine Pflanzengattung in der Familie der Fuchsschwanzgewächse (Amaranthaceae).

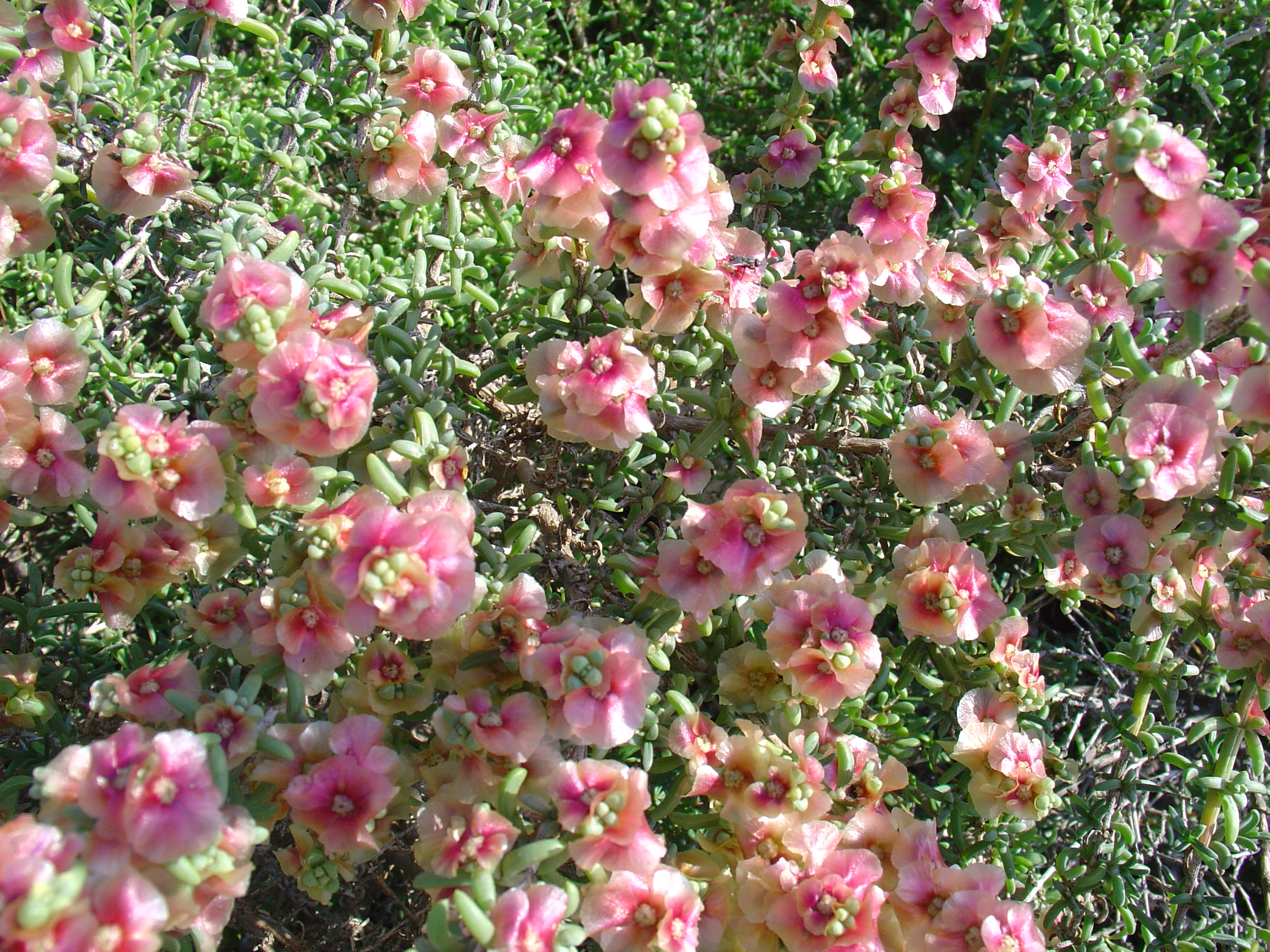
Soda oppositifolia, mit den geflügelten Früchten

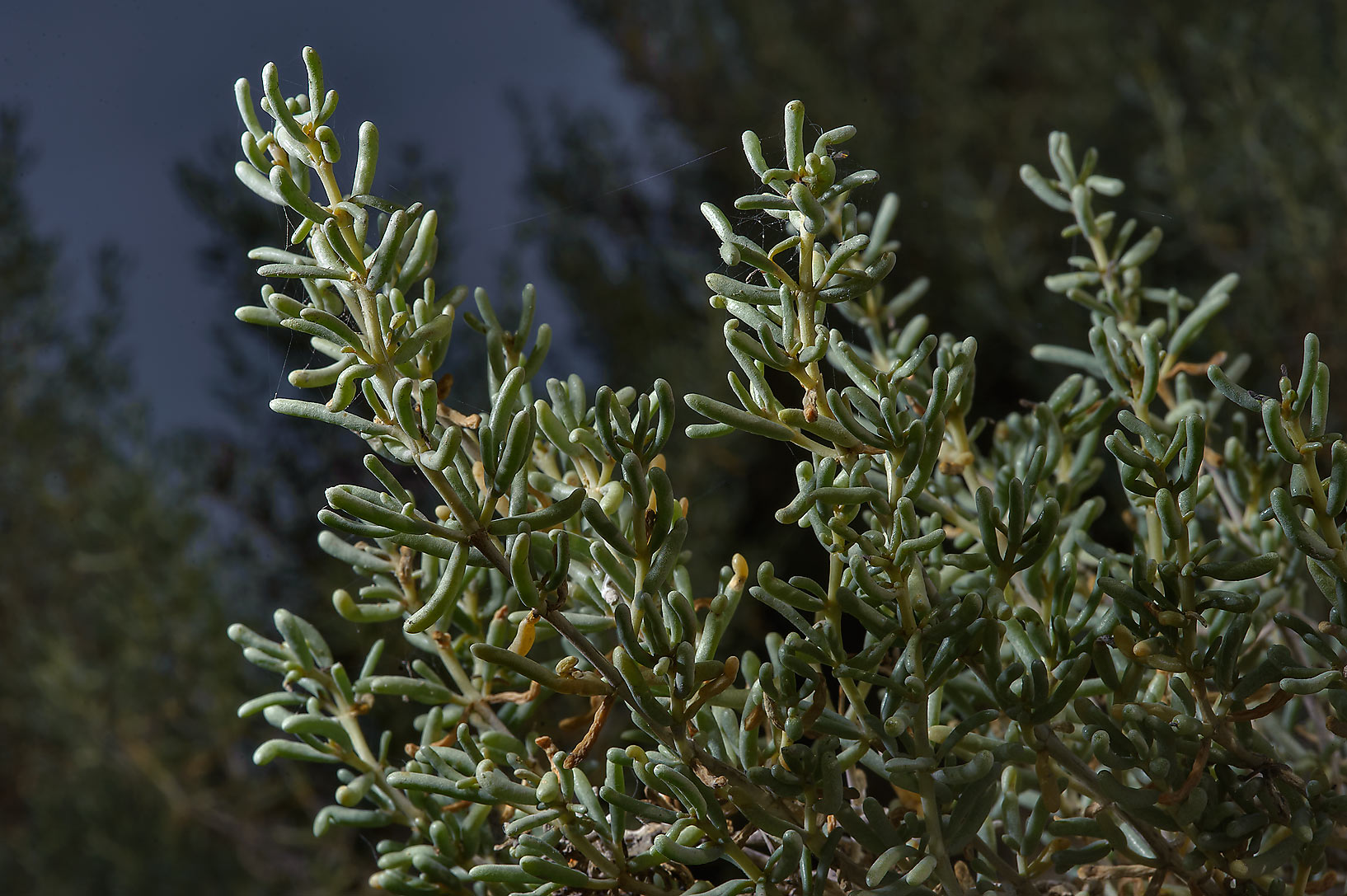
Soda rosmarinus

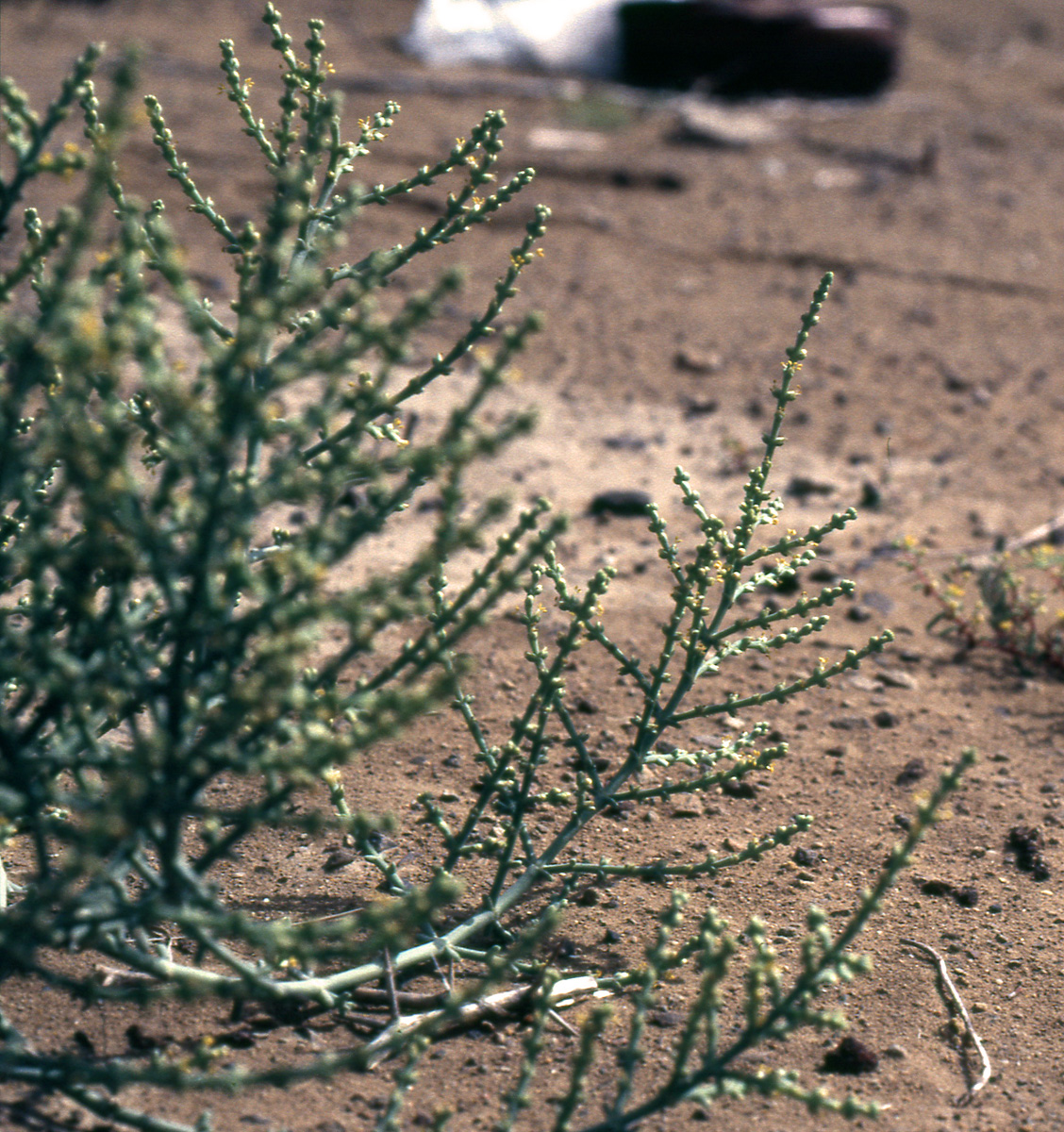
Soda stocksii

## Beschreibung

### Vegetative Merkmale
Die Arten sind einjährige krautige Pflanzen, Halbsträucher oder kleinere Sträucher. Sie wachsen meist aufrecht oder aufsteigend, seltener niederliegend.
Die Laubblätter sind je nach Art wechselständig oder gegenständig angeordnet. Sie sind ungestielt, ungeteilt, meist fleischig, oft linealisch oder etwas keulenförmig.

### Generative Merkmale
Die Blüten sitzen einzeln oder zu dritt bis fünft in der Achsel jedes Tragblatts mit je zwei seitlichen Vorblättern.
Die zwittrigen Blüten weisen fünf Blütenhüllblätter auf. In jeder Blüte sind fünf Staubblätter vorhanden. Der Griffel endet in zwei Narben.
Zur Fruchtzeit wachsen bei den meisten Arten auf dem Rücken der Blütenblätter fünf horizontale, ungleich große Flügel aus. Der horizontale Fruchtknoten verbleibt in der Blütenhülle. Der spiralige Embryo enthält kein Perisperm.

## Systematik und Verbreitung
Soda wurde 1827  von Barthélemy Charles Joseph Dumortier als Name einer Sektion innerhalb der Gattung Salsola veröffentlicht. Jules-Pierre Fourreau  trennte sie 1869 als eigene Gattung Soda ab. Die Typusart ist Soda inermis Fourr..
2007 führte die molekulargenetische Untersuchung der bislang sehr artenreichen Gattung Salsola und ihrer Verwandten zur Aufspaltung in mehrere Gattungen. Die Artengruppe um Salsola soda (jetzt Soda inermis) wurde unter Salsola eingruppiert, während die Artengruppe um Salsola kali als eigene Gattung Kali abgespalten wurde. Im Jahr 2017 wurde jedoch von zwei möglichen Typusarten für Salsola die Art Salsola kali als Typus konserviert, also verbindlich festgelegt. Dadurch ist Kali nun wieder in Salsola enthalten. Die Arten um Salsola soda wurden in die Gattung Soda verschoben.
Synonyme sind: Darniella Maire & Weiller, Neocaspia Tzvelev, HypocylixWoł., Seidlitzia Bunge ex Boiss. und Salsola sect. Coccosalsola Fenzl.
Derzeit zählen 14 Arten zur Gattung Soda:
- Soda acutifolia (Bunge) Mosyakin, Freitag & Rilke: Sie kommt von Osteuropa bis nach Kasachstan vor.[5]
- Soda austroiranica (Akhani) Akhani: Sie ist im südlichen Iran endemisch.[5]
- Soda cyrenaica (Maire & Weiller) Akhani, mit zwei Unterarten:
  - subsp. antalyensis Freitag & H.Duman: Sie wurde 2000 erstbeschrieben. Dieser Endemit kommt nur im südlichen Anatolien vor.[6]
  - subsp. cyrenaica: Dieser Endemit kommt nur im nordöstlichen Libyen vor.[6]
- Soda florida (M.Bieb.) Akhani: Sie kommt von Vorderasien bis Pakistan vor.[5]
- Soda foliosa (L.) Akhani: Sie ist vom Kaukasus bis zur Mongolei verbreitet.[5]
- Soda grandis (Freitag, Vural & Adıgüzel) Akhani: Sie kommt in der Türkei vor.[5]
- Soda inermis Fourr.: Sie kommt vom Mittelmeergebiet bis nach Zentral-Asien (Xinjang) vor.[5]
- Soda kerneri (Woł.) Akhani. Sie kommt im Iran vor.[5]
- Soda longifolia (Forssk.) Akhani: Sie kommt in Mauretanien, im südlichen Mittelmeergebiet und in den Golfstaaten vor.[5]
- Soda makranica (Freitag) Akhani: Sie kommt im östlichen Syrien und in Pakistan (Makran) vor.[5]
- Soda oppositifolia (Desf.) Akhani: Sie kommt im südlichen und westlichen Mittelmeergebiet vor.[5]
- Soda rosmarinus (Bunge ex Boiss.) Akhani: Sie kommt von Ägypten über Südwestasien bis nach Usbekistan vor.[5]
- Soda schweinfurthii (Solms) Akhani: Sie kommt in Ägypten und auf der Arabischen Halbinsel vor.[5]
- Soda stocksii (Boiss.) Akhani: Sie ist in Afghanistan, Indien, Pakistan und dem westlichen Himalaya verbreitet.[5]

## Biologie
Bei Soda inermis wurde eine Symbiose mit einem Steppenrüssler (Conorhynchus pistor) und einem stickstofffixierenden Bakterium (Klebsiella pneumoniae) beobachtet. Die Larven des Käfers leben in Lehmkokons an den Wurzeln der Pflanze, die Bakterien im Verdauungstrakt der Käferlarven. Die Ausscheidungen der Käferlarven versorgen die Pflanze mit Stickstoff, was eine positive Auswirkung auf die Pflanzen hat.

## Nutzung

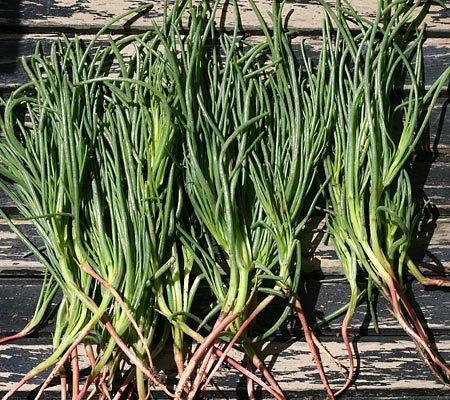
Geerntete Soda inermis

Soda inermis, auch „Mönchsbart“, „Agretti“ oder „barba di frate“ genannt, wird vor allem in der Italienischen Küche verwendet. Dazu werden die jungen, dicken, fleischigen und stängelartigen Blätter roh oder kurz blanchiert und ähnlich wie Spinat verarbeitet.
Diese Art wurde auch zur Produktion von Soda verwendet.